# Robert Low
Robert Low (* 1949 oder 1952; † 31. Mai 2021) war ein Journalist und schottischer Autor, der vor allem historische Romane schrieb.

## Leben
Low war als Kriegsberichterstatter unter anderem in Vietnam, Sarajevo, Rumänien und Kosovo. Des Weiteren war er als historischer Reenactor in der britischen Gruppe „The Vikings“ tätig. Robert Low lebte in Largs, Schottland.

## Werke

### Die Eingeschworenen-Serie
1. Raubzug („The Whale Road“). Übers. Christine Naegele, Heyne, Dezember 2011, ISBN 978-3-453-40905-7
2. Runenschwert („The Wolf Sea“). Übers. Christine Naegele, Heyne, April 2012, ISBN 978-3-453-53409-4
3. Drachenboot („The White Raven“). Übers. Christine Naegele, Heyne, November 2012, ISBN 978-3-453-41000-8
4. Rache („The Prow Beast“). Übers. Christine Naegele, Heyne, April 2013, ISBN 978-3-453-43714-2
5. Blutaxt („Crowbone“). Übers. Christine Naegele, Heyne, November 2013, ISBN 978-3-453-41074-9

### Die Königskriege
1. Der Löwe erwacht („The Lion Wakes“). Übers. Christine Naegele, Heyne, August 2014, ISBN 978-3-453-41168-5
2. Krone und Blut („The Lion at Bay“). Übers. Christine Naegele, Heyne, März 2015, ISBN 978-3-453-41181-4
3. Die letzte Schlacht („The Lion Rampant“). Übers. Christine Naegele, Heyne, September 2015, ISBN 978-3-453-41244-6